# Hooah
Hooah (wymawiane hü-ä, hu-a) - zawołanie w armii Stanów Zjednoczonych, popularne pośród żołnierzy piechoty i zwiadu, ale spotykane we wszystkich formacjach wojskowych, niezależnie od stopnia. Zasadniczo oznacza ono "wszystko lub cokolwiek innego niż nie".
Etymologia tego słowa nie jest jasna, jedna z teorii głosi, że pochodzi od "usłyszano, zrozumiano, przyjęto" (z ang. HUA: "heard, understood, acknowledged").
Hooah w sytuacjach nieoficjalnych może być używane zamiast "tak, jest (stopień wojskowy)", jest to przydatne gdy stopień dowódcy nie jest dokładnie znany. Czasem hooah bywa używane też jako pytanie "hooah?" na które zazwyczaj pada odpowiedź "hooah!". Zawołanie to bywa również używane jako okrzyk bojowy, może również oznaczać pochwałę za jakiś czyn żołnierza.
Wyrażenie hooah pojawia się często w grach i filmach o tematyce wojennej. W USA produkowany jest również batonik "HOOAH! Bar"
Odpowiednikiem tego wyrażenia w innych armiach może być rosyjskie Ura!, czy japońskie Banzai!.